# William Laird Clowes

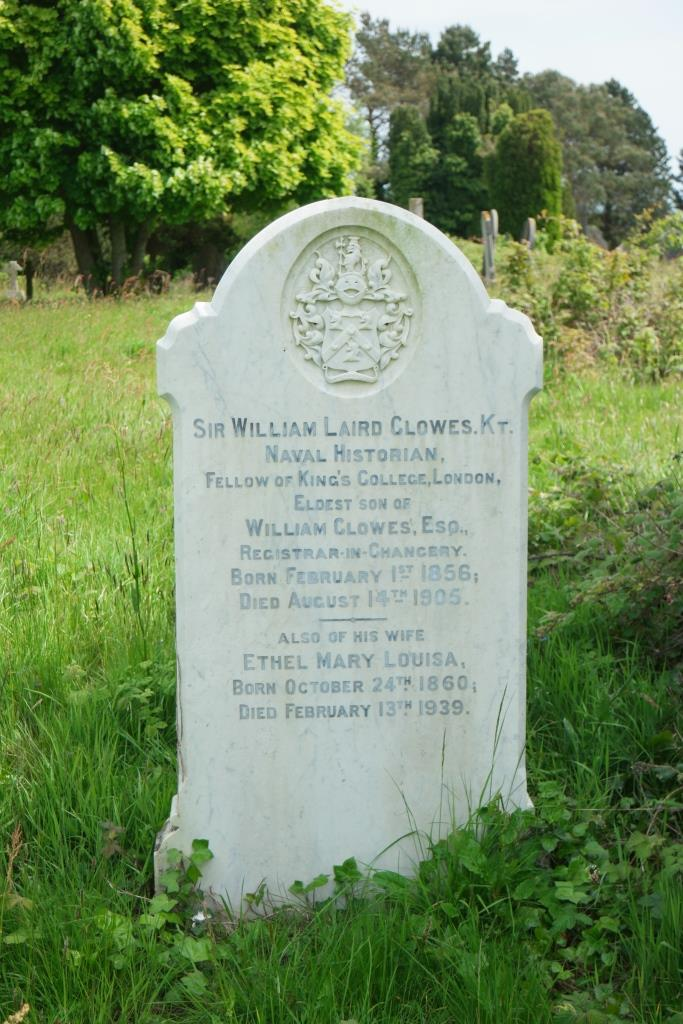
Grab von William Laird Clowes auf dem Hastings Cemetery, East Sussex

William Laird Clowes (* 1. Februar 1856 in Hampstead; † 14. August 1905 in St-Leonards-on-Sea, East Sussex) war ein britischer Autor und Journalist.

## Leben
Clowes besuchte die Aldenham School (Hertfordshire) und studierte anschließend am King’s College (Universität London). Bereits während seiner Schulzeit hatte er sich als Schriftsteller versucht und konnte 1876 mit „Meroë“ (eine Liebesgeschichte) erfolgreich debütieren.
Um seine Ausbildung zu vervollständigen, wechselte Clowes am 16. April 1877 an das Lincoln’s Inn. Parallel dazu schrieb er gelegentlich für verschiedene Zeitschriften und Zeitungen. Ermutigt durch diesen Erfolg verließ er mit Wirkung vom 11. März 1879 das Lincoln’s Inn und widmete sich fortan nur noch dem Schreiben.
Bis 1882 schrieb Clowes für mehrere ländliche Zeitschriften und Zeitungen. In diesem Jahr heiratete er Ethel Mary Louise, eine Tochter von Lewis Edwards of Mitcham und hatte mit ihr einen Sohn, Geoffrey (* 1883). Zusammen mit seiner Familie ließ er sich in London nieder. Unter dem Pseudonym Nautilus schrieb er für die „Army & Navy Gazette“; vorzugsweise über die Royal Navy. Großes Interesse hatte er an den politischen und sozialen Gegebenheiten der USA. 1890 bereiste er die Südstaaten und konnte anschließend in The Times einen äußerst kontrovers diskutierten Aufsatz – „Black America“ – veröffentlichen. Später erschien dieser Aufsatz in erweiterter Form auch im Buchhandel.
1900 berief man ihn als Mitarbeiter an das Institute of Naval Architects und auch die Royal United Service Institution bat um seine Mitarbeit.
Nach einigen Vorarbeiten beschloss Clowes seinen Brotberuf aufzugeben und ausschließlich als Schriftsteller zu arbeiten. Ab dieser Zeit entstand auch sein Hauptwerk „The Royal Navy“. Krankheitsbedingt verbrachte Clowes längere Zeit in Davos (Schweiz). Im Alter von 49 Jahren starb William Laird Clowes am 14. August 1905 auf seinem Anwesen Eversleigh Gardens in St-Leonards-on-Sea.
1885 veröffentlichte Clowes anonym unter dem Titel Bibliotheca Arcana einen Auszug aus Index Librorum Prohibitorum, einer Bibliographie erotischer Literatur von Henry Spence Ashbee, mit einem Vorwort von John B. McClellan (unter dem Pseudonym Speculator Morum).

## Ehrungen
- 1902 wurde er von König Eduard VII. zum Ritter geschlagen (Knight Bachelor)

## Schriften (Auswahl)
Clowes belletristische Werke unterlagen dem Stil der Zeit und hatten, falls überhaupt, kaum einen Erfolg. Sein sozialkritisches Werk „Black America“ ist sehr bemerkenswert, da er hier mit klaren Worten die Rassentrennung anprangert und vor möglichen Rassenunruhen und einem daraus resultierenden Bürgerkrieg warnt. Als Opus magnum gilt sein siebenbändiges Werk über die Royal Navy.
Belletristik
- The captain of the „Mary Rose“. A tale of tomorrow. Routledge, London 2007, ISBN 978-0-415-19290-3 (Nachdr. d. Ausg. London 1894).
- The lover's progress. Poems. Cassell, London 1881.
- Meroë. A poem in six books. Wakeham Books, London 1876.

Sachbücher
- anonym: Bibliotheca Arcana. Seu, Catalogus Librorum Pentralium, Being Brief notices of books that have been secretly printed, prohibited by law, seized, anathematised, burnt or Bowdlerised. G. Redway, London 1885. Nachdruck: Piscean Press, 1971.
- All about the Royal Navy. Cassell, London 1891
- Black America. A study of the ex-slave and his late master. London 1891. Nachdruck: University Press, Westport, Conn. 1970, ISBN 0-8371-3588-5.
- The Royal Navy. A History From the Earliest Times to Present. 7 Bände. Sampson Low, Marston and Company, London 1897–1903 (Digitalisate: Band 1, Band 2, Band 3, Band 4, Band 5, Band 6, Band 7). Nachdruck: 1997, ISBN 1-86176-015-9.
- Four modern naval campaigns. Historical, strategical, and tactical. Unit Library, London 1902.
- The naval campaign of Lissa, 1866. London 1906. Nachdruck: Potsdam Flags & Publ., Sheffield 2003, ISBN 1-900688-14-X.